# .45 GAP
Die Patrone .45 G. A. P. (Glock Automatic Pistol) ist eine von GLOCK in Zusammenarbeit mit CCI und Speer entwickelte und 2003 eingeführte Pistolenpatrone.

## Bezeichnung
Im deutschen Nationalen Waffenregister (NWR) wird die Patrone unter Katalognummer 1705 unter folgenden Bezeichnungen geführt (gebräuchliche Bezeichnungen in Fettdruck)
- .45 GAP (Hauptbezeichnung)
- .45 Glock
- .45 Glock Auto Pistol

## Entwicklung
Die Patrone wurde entwickelt, um ein .45er-Kaliber aus einem Griffstück mit kleineren Dimensionen (Small Frame) verfeuern zu können. Bisher konnte die Patrone .45 ACP nur aus GLOCK-Waffen mit vergrößertem Griffstück (Large Frame) verschossen werden; mit der neuen Patrone ist es möglich, diese aus Waffen mit dem Griffstück der 9-mm-Parabellum oder .40 S&W zu verschießen. Zum einen spart dies Kosten bei der Produktion, zum anderen erhöht dies die Ergonomie bei Personen mit kleinen Händen, da das Standard-Griffstück für die .45 ACP relativ groß ausfällt.
Es ist allerdings nicht möglich, trotz gleicher Größe des Griffstücks und gleicher Abmessungen des Verschlusses, ein Wechselsystem für kleinere Kaliber mit .45-GAP-Waffen zu benutzen. Ursächlich für diese Inkompatibilität sind die unterschiedliche Größe des Verriegelungsblocks und der anders geformte Ausstoßer.
Ein weiterer Grund für die Entwicklung war, dass in manchen Ländern wie Italien der Besitz von Waffen in Militärkalibern in der Vergangenheit für Zivilisten nicht erlaubt und dort statt 9 mm Parabellum oder .45 ACP vergleichbare Alternativen gefragt waren.
Die .45 GAP ist keine gekürzte .45 ACP, sondern eine völlige Neukonstruktion. So wurde der Patronenbodendurchmesser verkleinert, der Hülsenboden verstärkt, die Auszieherrille verkleinert und ein kleineres Zündhütchen (Small Pistol) verwendet. Von Vorteil ist, dass die gleichen Geschosse wie bei der .45 ACP verwendet werden können.